# محافظة اوبسالا
محافظة اوبسالا (بالسويدية: Uppsala County) هي محافظات السويد تقع في السويد في السويد. يقدر عدد سكانها بـ 336,533 نسمة ومساحتها 8,207.2 كم2 .

## أعلام
- باتريك نيلسون